# Maakurandhoo
Maakurandhoo is een van de onbewoonde eilanden van het Noonu-atol behorende tot de Maldiven.